# Paul Gadenne
Paul Gadenne (* 4. April 1907 in Armentières; † 1. Mai 1956 in Cambo-les-Bains) war ein französischer Schriftsteller.

## Leben und Werk
Paul Gadenne bestand 1931 die Agrégation im Fach Lettres und wurde Gymnasiallehrer in Elbeuf. Aus gesundheitlichen Gründen musste er 1933 den Beruf aufgeben und Sanatorien frequentieren. 1941 veröffentlichte er den klassisch gehaltenen Roman Siloé, der nach dem Weltkrieg ins Deutsche übersetzt wurde. Von 1947 bis 1949 publizierte Gadenne drei Romane in der Manier von Jean Cayrol und Marguerite Duras, ging aber 1952 mit La Plage de Scheveningen (1985 auch deutsch) zu einer persönlicheren Weltsicht über. Nach seinem frühen Tod 1956 im Alter von 49 Jahren war er vergessen, erlebte aber durch die postume Veröffentlichung seines Romans Les Hauts-Quartiers im Jahre 1973 eine Wiederentdeckung, die zu zahlreichen weiteren Neuerscheinungen und Wiederauflagen und zum regen Interesse der Literaturkritik führte.

## Werke (Auswahl)

### Zu Lebzeiten
- Siloé (1941)
  - (deutsch) Die Augen wurden ihm aufgetan. Deutsche Verlagsanstalt, Stuttgart 1952. (übersetzt von Wilhelm Emanuel Süskind)
- Le Vent noir (1947)
- La Rue profonde (1948)
- L’Avenue (1949)
- La Plage de Scheveningen (1952)
  - (deutsch) Der Strand von Scheveningen. Claassen, Düsseldorf 1985. (übersetzt von Grete Osterwald)
- L’Invitation chez les Stirl (1955)

### Postum
- Les Hauts-Quartiers (1973)
- L’Inadvertance (1982, Erzählungen)
- À propos du roman (1983, Essay)
- Poèmes (1983)
- Bal à Espelette. Lettres trouvées (1986)
- Scènes dans le château. Intégrale des nouvelles (1986)
- Le Jour que voici (1987, minuziöse Gefühlsanalyse)
- Trois préfaces à Balzac (1992)
- Le rescapé. Carnet, novembre 1949–mars 1951 (1993, Tagebuch)
- La rupture. Carnets, 1937–1940 (1999, Tagebuch)
- Une grandeur impossible (2004)
- G.R., le livre de la haine (2005)
- Le long de la vie. Carnets 1927–1937 (2022, Tagebuch)